# Дара Ролінз
Дара Ролінз (справжнє ім'я Дарін(к)а Ролінцова; словац. Darin[k]a Rolincová; до шлюбу Гамбошова словац. Gambošová; нар.. 7 грудня 1972, Братислава, Чехословаччина) — словацька поп-співачка, що живе в Празі. Також акторка та авторка музики.

## Життєпис
Вперше з'явилася на телебаченні в 4 роки. Сталося це випадково, під час зйомок дитячої телепередачі Matelko. 1978 року Дарина Гамбошова виграла конкурс Hledáme mladé talenty («Шукаємо молоді таланти»), після чого співала в чехословацькому дитячому хорі у Братиславі. Брала уроки гри на фортепіано. Музичну кар'єру почала в дев'ять років — взяла участь у телевізійному мюзиклі Zázračný autobus («Чудовий автобус», 1982).
Дебютний альбом Даринки Ролінцової Keby som bola princezná Arabela («Якщо б я була принцесою Арабель») вийшов на словацькому звукозаписуючому лейблі Opus у 1983 році. 6 грудня 1984 року вона виконала з Карелом Готтом пісню Zvonky štěstí («Дзвіночки щастя»). 1985 року виконана ними ж німецька версія цієї пісні, Fang das Licht («Злови світло»), посіла восьме місце в чартах Австрії та 15-е місце в чартах Німеччини.
У підлітковому віці Дарина Гамбошова співала в кількох фільмах, серед яких Falošný princ (Принц-самозванець", 1984). Випустила кілька поп-альбомів: Darinka (Даринка", 1986), Čo o mne vieš (Що ти про мене знаєш", 1988) і саундтрек до фільму Takmer ružový príbeh (Майже рожева історія", 1990;). В цьому ж фільмі вона також знялася в ролі Сплячої красуні). Пізніше записала кілька альбомів, знялася в кількох фільмах, до деяких з яких, як, наприклад, V peřine («Всередині перини», 2011) написала музику.
Членом журі брала участь у телевізійних шоу Slovensko hľadá SuperStar («Словаччина шукає суперзірку», 3-й сезон, 2007), Česko Slovenská Superstar («Чехословацька суперзірка», 1-й сезон, 2009), Let's Dance (5-й сезон, 2011) та наставницею на Hlas Česko Slovenska («Голос Чехії і Словаччини» 1-й сезон, 2012 сольно, 2-й сезон, 2014 разом Мартою Яндовою).

## Дискографія

### Альбоми
- 1983 Keby som bola princezná Arabela — Opus 9113 1470, LP
- 1984 Zvonky štěstí (Fang das Licht) (Карел Готт і Дарина Ролінцова) / Moje druhé já (Карел Готт і Дарина Ролінцова) — Supraphon, SP
- 1985 O tom budem píseň hrát — Darinka Rolincová / Spoločne — Darinka Rolincová — Supraphon 1 143 3124, SP
- 1986 Darinka — Supraphon, LP (Darinka Rolincová)
- 1985 Kapela snov — Darinka Rolincová / Báseň — Darinka Rolincová — Supraphon, SP
- 1988 Čo o mne vieš — Supraphon, LP
- 1989 Skús ma nájsť / Bez veľkej slávy — Supraphon 11 0274 — 7311, SP
- 1990 Témeř ružový příběh — Supraphon, (Darina Rolincová)
- 1996 What you see is what you get -, CD (Dara Rolins)
- 1997 Sen lásky — BMG, CD (Darina Rolincová)
- 2002 What's my name — Sony Music / Bonton, CD (Dara Rolins)
- 2005 1983—1998 — Sony Music / Bonton, CD (Darina Rolincová 1983—1998)
- 2006 D1 — Sony BMG, CD (Dara Rolins)
- 2008 D2 — Sony BMG, CD (Dara Rolins)
- 2009 Šťastné a veselé — Universal Music 2729870 EAN 0 602 527 29870 2, CD
- 2011 — MONO
- 2011 — STEREO

### Компіляції
- Cengá do triedy — Opus, LP — 02. «Dve mamičky», 05. «Športové drevo», 07. «ZOO»
- You hardly know me -, LP
- Snehulienka a 7 pretekárov — Opus, LP — 02. «Stretnutie», 05. «Snehulienka», 13. «Veľké finále»
- Šmoulové — Supraphon, LP
- Reunited -, CD — 01. «Special radio edit», 02. «Album version», 03. «Slow Motion»
- 1981 Rozprávkový autobus — Opus
- 1983 Drevený tato — Opus
- 1984 Tip top 2 — Supraphon (співають: група Olympic , Дарина Ролінцова, Карел Готт та інші)
- 1986 Nejhezčí dárek — Jiří Zmožek (2) — Supraphon 1113 4368 H, LP — 11. «Nejhezčí dárek»
- 1987 Winterland — Wunderland -, LP — 11. «Eine Muh, eine Mäh», 13. «Weihnachten steht vor der Tür», 14. «Du lieber Weihnachtsmann», 21. «Wieder geht ein Jahr zu Ende»
- 1988 Šťastné znamení — Ladislav Štaidl — Supraphon 11 0031, LP
- 1988 Šmoulové — Supraphon 11 0317 — 1, LP — 09. «Škriatok», 13. «Šmoulí song» (співають Даринка Ролінцова, Карел Готт, Івета Барташова, Іржі Корн, Петра Яну та інші)
- 1994 Thumbelina (O Malence) -, CD — 03. «Thumbelina», 04. «Stůj», 06. «Být ti vším II», 11. «Někdo měl mě rád», 13. «Setkání», 14. «Být ti vším III»,
- 2003 My Philosophy — Helicó — Millenium Records, CD — 17. «Zostať smieš (Nize & Slow)» Helicó a Dara Rolins
- 2004 Vráť trochu lásky medzi nás — Zavodský, DVD — 05. «Zostať smieš» (Nize & Slow) — Helicó feat. Dara Rolins
- 2005 Vyvolení — Ide o život — EAN: 8588003334169, CD -01. «Ide o život»
- 2007 Gold Supermix 1 — Opus, CD — 13. «Arabela» (Даринка Ролінцова та Яна Надьова)
- 2008 Najkrajšie detské hity — Opus (edice Gold), CD — 04. «Arabela» (Даринка Ролінцова і Яна Надьова) / 11. «Aprílové deti» (Петер Надь та Даринка Ролінцова)

## Фільмографія
- Tam je hviezda Sirius (1983)
- Falošný princ (1984)
- Není sirotek jako sirotek (1986)
- Takmer ružový príbeh (1990)
- Ženy pro měny (2004)
- V peřine (2011)

## Родина
- Батьки — Душан Гамбош (нар. 1948) і Злаіица Ролінцова (нар. 1945). Сестра — менеджерка й авторка текстів Яна Ролінцова-Гадлова (до шлюбу Лабасова, нар. 1964; одружена з чеським продюсером платівок Даніелом Гадло).
- Дочка Лаура (нар. 25 березня 2008) від соліста і гітариста чеського рок-гурту Wohnout Матея Гомоли (нар. 12 червня 1973).
- Бойфренд — чеський реп- і поп-виконавець Рітмус (справжнє Ім'я Патрік Врбовскі, нар. 3 січня 1977). 2018 року, за повідомленнями ЗМІ, пара розійшлася[5].